# Ovella aranesa
L'ovella aranesa és la raça d'ovella pròpia de la Vall d'Aran.
Fenotípicament es fa evident que està emparentada amb l'ovella tarasconina dels Pirineus centrals occitans i de fet en podria ser una raça derivada. Els seus orígens més ancestrals podrien haver estat, però, la raça d'ovella merina, ja que es té constància que al segle xv ja hi havia exemplars a la zona.

## Característiques
- Dimorfisme sexual molt definit.
- Els mascles pesen entre 80 i 100 kg i les femelles entre 50 i 70.
- Front sense llana.
- Arcades orbitàries poc prominents.
- Nas sense plecs.
- Cara llarga.
- Pell sense plecs i gruixuda.
- Ventre no voluminós.
- Llavis prims.
- Llana blanca.
- Banyes més llargues en els mascles.
- Banyes normalment corbades cap enrere.
- Orelles horitzontals.
- Extremitats llargues.
- Cua baixa i gruixuda.
- Hi ha sis varietats de capa:
  - Negra: uniforme a vegades amb alguna taca blanca de poca extensió.
  - Blanca: varietat més habitual.
  - Mascarda: motejats de color fosc.
  - Beret: virada.
  - Capiroja: color roig més o menys uniforme.
  - Pigallada: motejats de color vermell.